# Cirangrang
Cirangrang is een bestuurslaag in het regentschap Kota Bandung van de provincie West-Java, Indonesië. Cirangrang telt 11.754 inwoners (volkstelling 2010).